# Drumcoltran Tower
Drumcoltran Tower is een zestiende-eeuwse woontoren, gelegen ruim elf kilometer ten noordoosten van Dalbeattie in de Schotse regio Dumfries and Galloway. De toren werd gebouwd door de familie Maxwell.

## Geschiedenis
Drumcoltran Tower is hoogstwaarschijnlijk gebouwd in 1570 door Edward Maxwell, een juniortak van de Maxwells van Caerlaverock Castle en Threave Castle.
De toren kende verschillende eigenaren voordat de toren in 1750 via een huwelijk in bezit kwam van kapitein John Maxwell of Cardoness; twee jaar later erfde hij eveneens Cardoness Castle. Rond deze tijd werd een huis dicht bij de westmuur van Drumcoltran Tower gebouwd. Via een korte passage werden huis en toren met elkaar werden verbonden.
Beide gebouwen werden tot circa 1900 gebruikt om het personeel van de boer onder te brengen; daarna werd de toren als opslagplaats gebruikt. In 1951 kwam de toren in staatsbeheer.

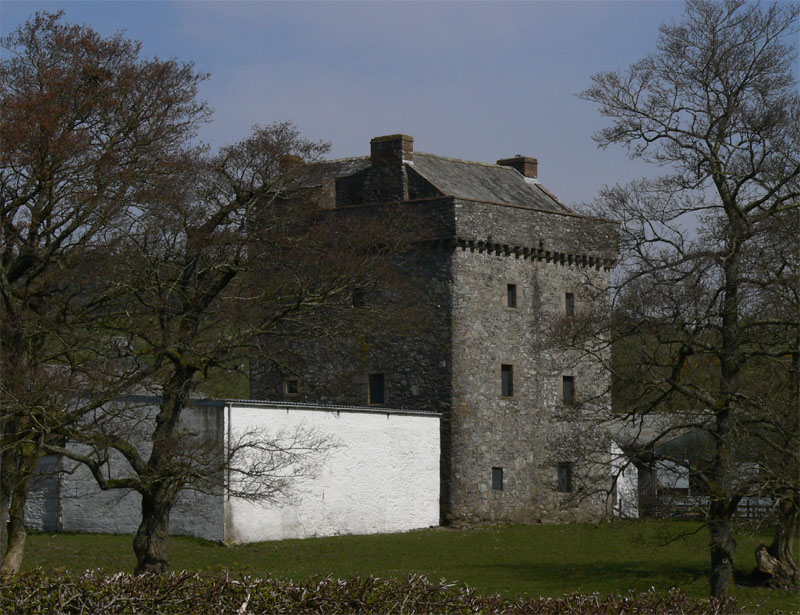
Drumcoltran Tower met links een bijgebouw van de boerderij

## Bouw
Drumcoltran Tower is een voorbeeld van een typische woontoren van een kleinere landheer. Aansluitend aan de woontoren lagen onder andere stallen, een brouwerij en een bakhuis. De gebouwen die momenteel de woontoren omringen zijn alle van latere datum dan de woontoren zelf.
De toren is gebouwd volgens een L-plattegrond met een wenteltrap in het uitstekende deel. Op de begane grond bevonden zich de keuken en de opslagkelder. Op de eerste verdieping bevond zich de great hall, die als de ontvangstruimte van de heer diende en als woonkamer voor de familie. Een grote haard diende als verwarming en verlichting. In de achttiende eeuw werd een deel van de haard herbruikt in de haard van de keuken. Dit is waarschijnlijk gedaan ten tijde van de opsplitsing van de hal in twee kamers die elk hun eigen, kleinere, haard kregen.
Op de tweede verdieping bevonden zich twee slaapkamers, elk met hun eigen latrine en haard.

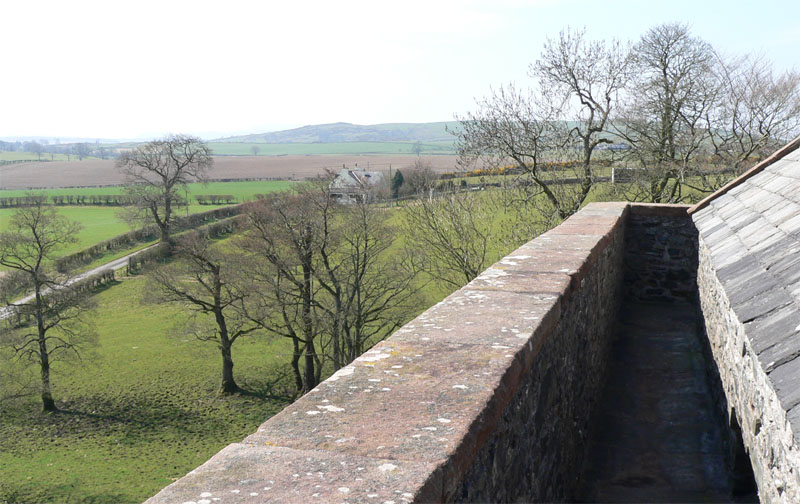
Drumcoltran Tower: borstwering op de toren

Boven op de toren, ruim twaalf meter boven de grond, bevindt zich een looppad aan drie zijden met een borstwering waar vanaf eventuele aanvallers bestookt konden worden.
Boven de deur bevindt zich een tekst die vertaald luidt: Verhul geheimen; spreek weinig; spreek de waarheid; vermijd wijn; denk aan de dood; wees genadig.

## Beheer
Drumcoltran Tower wordt sinds 1951 beheerd door Historic Environment Scotland. De toren staat op het erf van een moderne boerderij.